# Orthognathie
Orthognathie (altgriechisch gnathos „Kiefer“) bezeichnet generell in der Anatomie eine bestimmte Lage und Form des Kiefers im Verbund des Gesichtsschädels.

## Zahnmedizin
In der Zahnmedizin wird die normale, senkrechte Stellung der Zähne im menschlichen Kiefer als Orthognathie bezeichnet. Bei Profilwinkeln von 85° und mehr spricht man von Orthognathie, bei solchen unter 80° von Prognathie bzw. Prognathismus (Vorstand des Oberkieferkörpers) und bei Winkeln zwischen 80°–85° von Mesognathie. Orthognathie ist somit die Bezeichnung für die neutrale Stellung von Zahnreihen und Kieferbögen, der sogenannte Neutralbiss.

## Vergleichende Anatomie der Wirbeltiere
In der Evolutionsbiologie bzw. der vergleichenden Anatomie der Wirbeltiere wird mit Orthognathie die Tendenz zur Abflachung und Senkrechtstellung des Gesichtsschädels (insbesondere der Zähne) in der Linie zu den Hominiden hin bezeichnet.

## Wirbellose
Bei Insekten bezeichnet Orthognathie eine Kopfstellung, bei der die Mundwerkzeuge nach unten gerichtet sind. Bei den Kieferklauenträgern eine zur Körperachse parallele Ausrichtung der Cheliceren.